# 杉本良

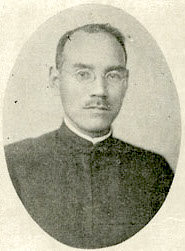
杉本良

杉本 良（すぎもと りょう、1887年（明治20年）9月10日 - 1988年(昭和63年)）は、朝鮮総督府官僚。台湾総督府官僚。静岡県金谷町長。

## 経歴
静岡県小笠郡日坂村（現在の掛川市）出身。1912年（大正元年）、高等文官試験に合格し、翌年に東京帝国大学法科大学英法科を卒業。朝鮮総督府試補、同事務官、台湾総督府専売局事務官、同参事、煙草課長、酒課長などを歴任し、1929年（昭和4年）に文教局長に就任した。
1931年（昭和6年）に退官した後は、金谷町長、静岡市助役、拓殖協会事業部長、大政翼賛会静岡県支部事務局長などを務めた。
掛川信用金庫の理事長などを勤めた杉本周造(1921年(大正10年)-2015年(平成27年))は長男。